# 公庫関係健康保険組合
公庫関係健康保険組合（こうこかんけいけんこうほけんくみあい）は、公庫の健康保険組合である。健康保険の運営や直営保養所の運営・管理を行っている。

## 歴史
2008年10月1日に国民生活金融公庫健康保険組合、中小企業金融公庫健康保険組合、七公庫健康保険組合が合併し設立。
- 2013年4月1日 - 直営保養所廃止。

## 直営保養所

### 関東地方
- 箱根保養所

### 近畿地方
- 有馬保養所